# کلوین کلارک
کلوین کلارک (انگلیسی: Kelvin Clarke؛ زادهٔ ۱۶ ژوئیهٔ ۱۹۵۷) بازیکن فوتبال اهل بریتانیا است.
از باشگاه‌هایی که در آن بازی کرده‌است می‌توان به باشگاه فوتبال والسال اشاره کرد.